# Модон (новоизобретённый корабль)
«Модон» или «Мадон» — парусный новоизобретённый корабль Азовской флотилии, а затем Черноморского флота Российской империи, участник русско-турецкой войны 1768—1774 годов.

## Описание судна
Представитель серии новоизобретённых кораблей типа «Азов». Всего в рамках проекта было построено семь двухмачтовых так называемых новоизобретённых кораблей второго рода. Водоизмещение корабля составляло 153 ласт, длина — 31,4—31,5 метра, ширина — 8,5—8,6 метра, а осадка — 2,6 метра. Первоначальное вооружение судна составляли шестнадцать орудий, включавшие четырнадцать 14-фунтовых пушек и две гаубицы, однако при последующей тимберовке вооружение корабля было усилено. Экипаж судна состоял из 128 человек. Из-за уменьшенной осадки, предназначавшейся для обеспечения возможности преодоления мелководного бара Дона и перехода в Азовское море, как и все новоизобретённые корабли обладал посредственными мореходными качествами и остойчивостью.
Корабль был назван в честь турецкой крепости Модон, морскую блокаду которой с 26 апреля (7 мая) по 6 (17) мая 1770 года осуществляла эскадра контр-адмирала С. К. Грейга.

## Предпосылки постройки
18 (29) ноября 1768 года правительством Российской империи было принято решение использовать старые «петровские» верфи для строительства кораблей, способных вести боевые действия в Азовском море, реке Дон и её притоках. Корабли были названы «новоизобретёнными», поскольку ни конструкцией, ни размерами не соответствовали строившимся до этого линейным кораблям. Для обеспечения возможности преодоления мелководного бара Дона было принято решение строить корабли с минимально возможной осадкой, однако это не лучшим образом сказалось на мореходных качествах этих судов. Несмотря на большое количество недостатков в конструкции новоизобрётенных кораблей, они продержались в составе флота порядка 15 лет.

## История службы
Корабль «Модон» был заложен на Икорецкой верфи в сентябре 1769 года и после спуска на воду 19 (30) марта 1770 года вошёл в состав Азовской флотилии России. Строительство вёл кораблестроитель в звании корабельного мастера И. И. Афанасьев.
В том же 1770 году совершил переход от Нижнего Икорца до Таганрога.
Принимал участие в русско-турецкой войне 1768—1774 годов. В кампанию 1771 года в мае и июне входил в состав эскадры вице-адмирала А. Н. Сенявина, которая 17 (28) мая покинула Таганрог и вышла в крейсерское плавание в Азовское море. 21 июня (2 июля) эскадра пошла на сближение с неприятельским флотом, обнаруженным в Керченском проливе, однако турецкие корабли уклонились от боя и ушли. В мае следующего 1772 года в состав отряда капитана 1-го ранга Я. Ф. Сухотина совершил переход из Таганрога в Еникале, затем в составе того же отряда до октября ушёл в крейсерское плавание в Чёрном море к южному берегу Крыма.
В кампанию 1773 года в июле покинул Еникале и в черноморском районе Кафа — Суджук-кале присоединился к крейсировавшей там эскадре капитана 1-го ранга Я. Ф. Сухотина. 8 (19) июня был направлен в погоню за неприятельским судном, идущим к Казылташу, обнаружил и атаковал в устье реки Кубань отряд из 20 турецких транспортных судов. Пяти средним и тринадцати малым судам удалось уйти вверх по реке, а два больших судна были посажены на мель и захвачены экипажем «Модона». Поскольку транспорты снять с мели не удалось, они были уничтожены.
В августе того же года находился в составе отряда капитана 2-го ранга Яна Кинсбергена, который 17 (28) августа вышел из Керчи в крейсерское плавание, 23 августа (3 сентября) был атакован в районе Суджук-кале превосходящими силами противника, которые однако после двухчасового боя были вынуждены отступить под защиту батарей крепости. 5 (16) сентября также у Суджук-кале, однако уже в составе эскадры вице-адмирала А. Н. Сенявина, принимал участие в атаке на турецкую эскадру, которая не приняв боя ушла в южном направлении.
В октябре 1773 года при осмотре корабля в Балаклаве у него были обнаружены серьезные проблемы с подводной обшивкой. Вице-адмиралом А. Н. Сенявиным было принято решение о сохранении корабля в строю всеми возможными способами, в связи с чем его командиром был назначен лейтенант Ф. Ф. Ушаков с указанием провести корабль из Балаклавы на ремонт в Таганрог. Однако после двух неудачных попыток вывести судно из Балаклавы, оно было поставлено на мель в Балаклавском заливе.
В 1774 году ремонтировался в Балаклаве, после чего выходил в крейсерские плавания в Азовское и Чёрное моря. В 1775 году находился на ремонте в Таганроге, в следующем 1776 году также находился в Таганрогском порту. В 1777 и 1778 годах выходил в крейсерские плавания к крымским берегам в составе отрядов, в 1778 году также совершал плавания в Азовском море и Керченском проливе. В 1779 году находился на тимберовке в Таганроге. В 1782 году во время перехода из Таганрога в Еникале попал в сильный шторм в Азовском море, во время которого потерял обе мачты.
В 1783 году нёс брандвахтенную службу в Керченском проливе. В рапорте генерал-майора П. А. Косливцева адмиралтейств-коллегии от 3 (14) сентября 1783 года сообщалось, что прибывший в Таганрог после отбывания брандвахты корабль «Модон» по результатам освидетельствования оказался негодным для дальнейшего несения службы в проливе в связи с многочисленной ветхостью конструкции. По окончании службы новоизобретённый корабль был разобран, однако подробностей о точном времени вывода его из состава флота не сохранилось.

## Командиры корабля
Командирами новоизобретённого корабля «Модон» в разное время служили:
- капитан-лейтенант С. Ф. Головнин (1770 год)[8];
- капитан-лейтенант Н. Д. Реутов (1771—1772 годы)[14];
- капитан-лейтенант П. Д. Хвостов (до осени 1773 года и 1775 год)[15][16];
- лейтенант Ф. Ф. Ушаков (осень 1773 года и 1774 год)[17][18];
- лейтенант, а затем капитан-лейтенант А. В. Тверитинов (1776—1777 годы)[19];
- лейтенант, а затем капитан-лейтенант Ф. Г. Скорбеев (1778—1779 годы)[20];
- лейтенант, а затем капитан-лейтенант А. Л. Симанский (1782—1783 годы)[21].

### Комментарии
1. ↑  В серию также входили новоизобретённые корабли «Азов», «Таганрог», «Морея», «Новопавловск», «Корон» и «Журжа».
2. ↑  103 фута.
3. ↑  28 футов.
4. ↑  8,5 фута
5. ↑  В некоторых источниках в качестве кораблестроителя ошибочно указывается его сын — С. И. Афанасьев.
6. ↑  Во время первого выхода помешали сильные противные ветры, во время второго — открывшаяся течь.